# Maserati (motocicli)
La Fabbrica Candele Accumulatori Maserati S.p.A. è stata un'azienda che fabbricava componenti automobilistici (candele di accensione e accumulatori), ciclomotori e motociclette, attiva dal 1947 al 1960 a Modena

## Storia
La produzione di candele automobilistiche, accumulatori e lampadine da parte della Maserati era iniziata già prima della seconda guerra mondiale ma è nel 1947 che nasce una società separata dalla casa madre. Nella divisione, avvenuta nel 1953, del gruppo Maserati tra i fratelli Orsi, fu Ida Orsi a ricevere la “Fabbrica Candele Accumulatori Maserati” in un periodo in cui la società era in crisi. Con l'acquisto però dell'azienda bolognese produttrice di motocicli Italmoto avvenuta lo stesso anno, la compagnia entrò in un nuovo settore di attività, quello di produzione di motoveicoli. La società tornò a fare profitti vendendo i propri prodotti oltre che in Italia, anche in Sudafrica, Europa ed in America settentrionale.
Anche la “Fabbrica Candele Accumulatori Maserati” continuò per un certo periodo la tradizione Maserati della qualità dei suoi prodotti, ma la produzione cessò nel 1960 a causa della concorrenza delle altre aziende motociclistiche (Moto Morini, MV Agusta, Benelli e Laverda).

## La produzione motociclistica Maserati
| Modello   | Anni di produzione | Motore                 | Marce - CV |
| 125 T2    | dal 1953 al 1956   | Monocilindrico 2 tempi | 3 - 4,8    |
| 160 T4    | dal 1953 al 1959   | Monocilindrico 4 tempi | 4 - 7,5    |
| 125 TV    | dal 1954 al 1958   | Monocilindrico 2 tempi | 4 - 6,0    |
| 160 T4 TL | dal 1955 al 1960   | Monocilindrico 4 tempi | 4 - 7,5    |
| 125 T2    | dal 1955 al 1960   | Monocilindrico 2 tempi | 3 - 4,8    |
| 175 T4 S  | dal 1955 al 1960   | Monocilindrico 4 tempi | 4 - 15,0   |
| 250 T4 GT | dal 1955 al 1960   | Monocilindrico 4 tempi | 4 - 12,5   |
| 125 GTS   | dal 1957 al 1960   | Monocilindrico 2 tempi | 4 - 7,2    |
| 50 T2 U   | dal 1956 al 1960   | Monocilindrico 2 tempi | 3 - 2,4    |
| 50 T2 D   | dal 1956 al 1960   | Monocilindrico 2 tempi | 3 - 2,0    |
| 50 T2 S   | dal 1956 al 1960   | Monocilindrico 2 tempi | 3 - 3,0    |
| 50 T2 SS  | dal 1956 al 1960   | Monocilindrico 2 tempi | 3 - 3,0    |
| 50 T2 MT  | dal 1957 al 1960   | Monocilindrico 2 tempi | 2 - 2,0    |
| L 75 T2   | dal 1958 al 1960   | Monocilindrico 2 tempi | 3 - 4,5    |
| 125 LE    | dal 1959 al 1960   | Monocilindrico 2 tempi | 3 - 5,3    |

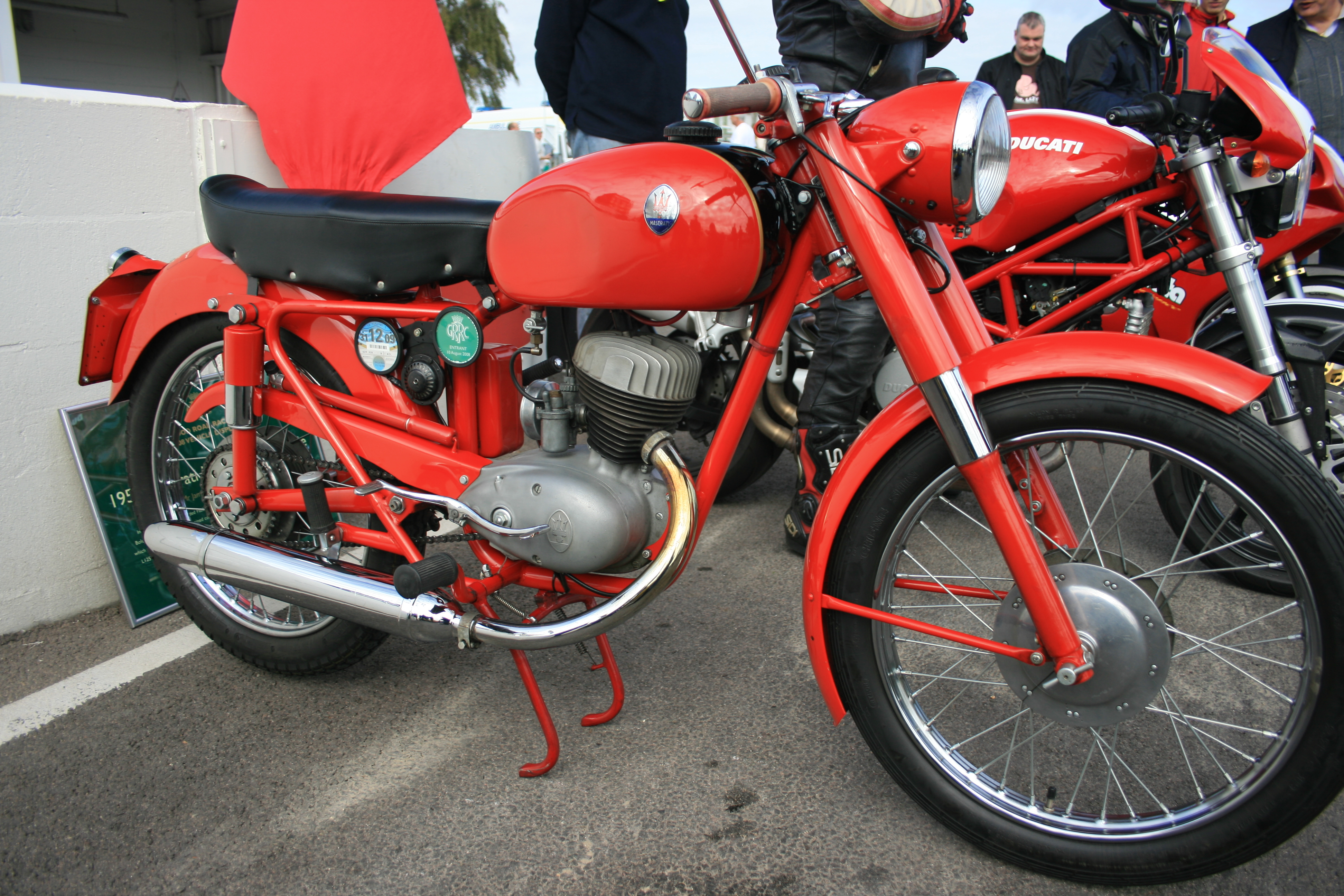
Maserati 125 TV (1953-1958)

- 160/T4, una Italmoto riprogettata usando un motore da 158 cm³ di cilindrata (1953-1959). Fu anche costruita una versione rivista, la 160/T4/TL (1955);
- 125/L/T2, montava un motore aspirato DKW. Più fu tardi denominata T2/TV e T2/GTS (una versione da corsa partecipò alle gare di Formula 3 nel 1957).
- 50/T2/u, un ciclomotore per uomini o T2/d per donne. Furono costruiti anche modelli per le gare, la T2/S e la T2/SS;
- prototipi e serie secondarie basate su motori da 50, 75, 175 e 250 cm³ di cilindrata[1].